# Mike Rostampour
Michael Rostampour, detto Mike (in persiano مایک رستم‌پور‎; St. Paul, 20 dicembre 1991), è un cestista statunitense con cittadinanza iraniana.

## Carriera
Con l'Iran ha disputato i Campionati mondiali del 2019 e i Giochi olimpici di Tokyo 2020.